# Distretto di Culebras
Il distretto di Culebras è un distretto del Perù nella provincia di Huarmey (regione di Ancash) con 3.145 abitanti al censimento 2007 dei quali 1.694 urbani e 1.451 rurali.
È stato istituito il 20 dicembre 1984.